# Prosperidad (stacja metra)
Prosperidad – stacja metra w Madrycie, na linii 4. Znajduje się w dzielnicy Chamartín, w Madrycie i zlokalizowana jest pomiędzy stacjami Alfonso XIII i Avenida de América. Została otwarta 26 marca 1973.